# 田中右橘

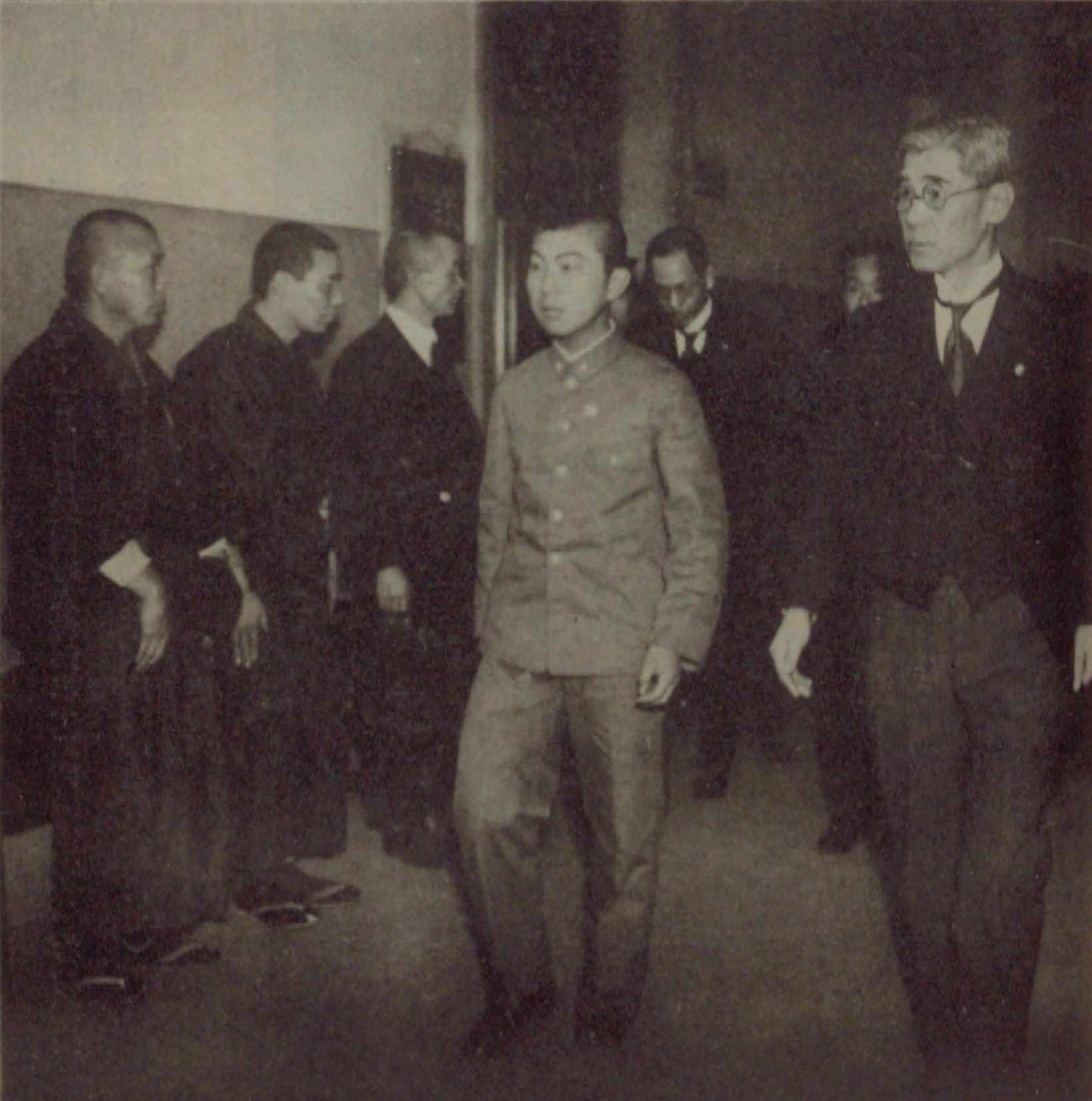
大阪控訴院長時代の田中右橘（右端）。1937年3月17日に同院を見学する久邇宮家彦王を案内する。

田中 右橘（たなか うきつ、1875年1月8日 - 1963年12月22日）は、日本の元裁判官。東京控訴院長や大審院判事などを歴任し、八幡大学（現・九州国際大学）初代学長を務めた。従四位勲三等。族籍は鹿児島県士族。

## 略歴
- 1875年 - 鹿児島県出水郡阿久根村（現・阿久根市）にて出生。末田景春の次男として生まれ、田中太郎太の養子となる[1]。
- 1901年 - 東京帝国大学法学部英法科卒業
- 1903年 - 大阪地方裁判所判事
- 1919年 - 奈良地方裁判所長
- 1921年 - 大審院判事
- 1924年 - 京都地方裁判所長
- 1925年 - 大阪地方裁判所長
- 1927年 - 東京地方裁判所長（1931年迄）
- 1931年 - 大審院判事、ジュネーブで開催された万国小切手法に関する条約締結に川島信太郎と共に日本の代表として出席した[5]。
- 1931年 - 宮城控訴院長（1932年迄）
- 1932年 - 広島控訴院長（1934年迄）
- 1934年 - 大阪控訴院長（1937年迄）
- 1937年 - 東京控訴院長（1938年迄）
- 1950年 - 八幡大学初代学長就任（1951年迄）
- 1963年 - 没

## 講演（記）
- 改正民事訴訟法について[6]
- 裁判と民衆より
- 司法記念日講演会　報知新聞本社講堂　1930年10月1日　報知新聞発行